# Ангара (балет)
«Ангара» — первый балет Андрея Эшпая в двух актах и восьми сценах с прологом и эпилогом. Либретто Юрия Григоровича и Виктора Соколова по мотивам драмы Алексея Арбузова «Иркутская история».

## Сценическая жизнь

### Большой театр
Премьера прошла 30 апреля 1976 года
Балетмейстер-постановщик Юрий Григорович, художник-постановщик Симон Вирсаладзе, дирижёр-постановщик Альгис Жюрайтис
Действующие лица
- Валентина — Наталья Бессмертнова, (затем Людмила Семеняка, Надежда Павлова)
- Сергей — Владимир Васильев, (затем Борис Акимов, Валерий Анисимов)
- Виктор — Михаил Лавровский, (затем Михаил Цивин)
- Подруги Валентины — Елена Бунина, Тамара Негребецкая, Галина Тесёлкина
- Друзья Сергея — Юрий Ветров, Василий Ворохобко, Виктор Кожадей
- Девушки — Татьяна Бессмертнова, Татьяна Гаврилова, Галина Притворова

Государственная премия СССР в 1977 году. Лауреаты: Григорович, Жюрайтис, Вирсаладзе, Бессмертнова, Семеняка, Васильев, Акимов, Лавровский, Цивин
Спектакль прошёл 48 раз, последнее представление 9 июня 1984 года
Капитальное возобновление — 13 октября 1987 года на сцене Кремлёвского дворца съездов
Дирижёр-постановщик Александр Копылов
Действующие лица
- Валентина — Людмила Семеняка
- Сергей — Борис Акимов, (затем Валерий Анисимов)
- Виктор — Алексей Лазарев
- Подруги Валентины — Галина Александрова, Светлана Филиппова, Олеся Шульжицкая
- Друзья Сергея — Андрей Меланьин, Александр Петухов, Михаил Шарков

Спектакль прошёл 4 раза, последнее представление 2 февраля 1988 года

### Постановки в других городах России
1977 — Куйбышевский театр оперы и балета
Балетмейстер-постановщик Игорь Чернышёв, художник-постановщик Ю. Цветницкий, дирижёр-постановщик Лев Оссовский
- Валентина — Валентина Пономаренко
- Сергей — В. Володькин, (затем Михаил Козловский)
- Виктор — Геннадий Акачёнок

20 февраля 1981 года — Ленинградский театр оперы и балета имени С. М. Кирова
Балетмейстер-постановщик Вадим Бударин, художник-постановщик И. Иванов, художник по костюмам Н. Филимонова, дирижёр-постановщик Виктор Федотов
- Валентина — Валентина Ганибалова
- Сергей — Пётр Русанов
- Виктор — Николай Ковмир

20 мая 1981 — Ансамбль классического балета Московской областной филармонии
В 1 акте, композиция и хореография Игоря Чернышёва, художник-постановщик В. Костин
- Валентина — Л. Суховецкая
- Сергей — А. Ю. Духовской
- Виктор — В. С. Федянин

1984 — Воронежский театр оперы и балета
Балетмейстер-постановщик Ю. П. Мартынович